# Йосваніс Пенья
Йосваніс Пенья Флорес (ісп. Yosvanys Peña Flores; нар. 24 грудня 1993) — кубинський борець греко-римського стилю, триразовий Панамериканський чемпіон, бронзовий призер Панамериканських ігор, срібний призер юнацьких Олімпійських ігор, учасник Олімпійських ігор.

## Спортивні результати на міжнародних змаганнях

### Виступи на Олімпіадах
| Змагання                    | Збірна | Вагова категорія                 | Місце |
| --------------------------- | ------ | -------------------------------- | ----- |
| Літні Олімпійські ігри 2020 | Куба   | греко-римська боротьба, до 77 кг | 10    |

### Виступи на Чемпіонатах світу
| Змагання                        | Збірна | Вагова категорія                 | Місце |
| ------------------------------- | ------ | -------------------------------- | ----- |
| Чемпіонат світу з боротьби 2022 | Куба   | греко-римська боротьба, до 77 кг | 20    |

### Виступи на Панамериканських чемпіонатах
| Змагання                                   | Збірна | Вагова категорія                 | Місце  |
| ------------------------------------------ | ------ | -------------------------------- | ------ |
| Панамериканський чемпіонат з боротьби 2019 | Куба   | греко-римська боротьба, до 77 кг | Золото |
| Панамериканський чемпіонат з боротьби 2020 | Куба   | греко-римська боротьба, до 77 кг | Золото |
| Панамериканський чемпіонат з боротьби 2022 | Куба   | греко-римська боротьба, до 77 кг | Золото |

### Виступи на Панамериканських іграх
| Змагання                  | Збірна | Вагова категорія                 | Місце  |
| ------------------------- | ------ | -------------------------------- | ------ |
| Панамериканські ігри 2019 | Куба   | греко-римська боротьба, до 77 кг | Бронза |

### Виступи на інших змаганнях
| Змагання                                                     | Збірна | Вагова категорія                 | Місце  |
| ------------------------------------------------------------ | ------ | -------------------------------- | ------ |
| Cerro Pelado International 2013                              | Куба   | греко-римська боротьба, до 60 кг | Бронза |
| Кубок Гранми з боротьби 2015                                 | Куба   | греко-римська боротьба, до 66 кг | Бронза |
| Кубок Гранми з боротьби 2016                                 | Куба   | греко-римська боротьба, до 66 кг | Золото |
| Cerro Pelado International 2017                              | Куба   | греко-римська боротьба, до 71 кг | Золото |
| Турнір Івана Піддубного 2018                                 | Куба   | греко-римська боротьба, до 77 кг | 12     |
| Cerro Pelado International 2018                              | Куба   | греко-римська боротьба, до 72 кг | Срібло |
| Кубок Тахті 2019                                             | Куба   | греко-римська боротьба, до 77 кг | 10     |
| Cerro Pelado International 2019                              | Куба   | греко-римська боротьба, до 77 кг | Бронза |
| Кубок Гранми і Серро-Пеладо з боротьби 2020                  | Куба   | греко-римська боротьба, до 77 кг | Бронза |
| Олімпійський кваліфікаційний турнір з боротьби 2020 (Оттава) | Куба   | греко-римська боротьба, до 77 кг | Золото |

### Виступи на змаганнях молодших вікових груп
| Змагання                            | Збірна | Вагова категорія                 | Місце  |
| ----------------------------------- | ------ | -------------------------------- | ------ |
| Літні юнацькі Олімпійські ігри 2010 | Куба   | греко-римська боротьба, до 42 кг | Срібло |